# 上海永安公司大楼
上海永安公司大楼，是永安百货于1916年租用哈同位于南京路浙江路西南转角的地皮而兴建的百货商厦。建筑占地5681.5平方米，建筑总面积30992.3平方米。大楼由公和洋行设计，裕昌泰、魏清记等营造厂承建，建成后开上海马路橱窗陈列商品的先河。

## 简史

### 选址
永安百货早在1907年后便在上海四川路三和里设置了办事处便于了解上海商情。1915年，永安公司委托郭泉、郭葵来沪选址建造环球百货公司。当时永安初步选定位于南京路日升楼附近的土地。然后雇佣两人携带两只袋子，其中一只装上豆子，随后站在南京路两旁，遇到一个行人路过面前便放一粒豆往空袋。经过一段时间的调查，认为南京路南的市面过往的行人较多，市面热闹。于是，永安在已经置产的先施公司对面兴建百货商厦。

### 租地
进入1910年代以后，犹太商人哈同成为南京路沿线地产最多的持有者。永安公司选定的南京路浙江路西南角的占地八亩地皮也属于哈同名下。哈同为此开价年租白银五万两。而且不同于其马路对面同样建造在哈同地皮的先施公司到期后将大楼卖与雷氏德洋行，永安在使用哈同地产30年后将房屋无偿转让给哈同洋行。虽然条件极为苛刻，但永安的创始人郭乐认为30年后永安可以在此赚得20吨黄金，所以接受了哈同洋行的报价。

### 建造及购地
1916年4月，永安公司位于上海的商厦破土动工。两年后，上海永安百货委托公和洋行设计的大楼建成。1918年9月5日，永安百货正式于南京路635号开业。开业的永安百货，沿南京路底层设置橱窗，开上海百货沿街橱窗的先河。除经营百货业，大楼内还设有大东旅社、大东舞厅，顶层倚云阁开设游艺场和屋顶花园等附属设施。公司还从德国购买两台自动人体秤，亦是国内最早。当时艺术大师梅兰芳、影后胡蝶等也常去称体重。
由于经营有方，因此永安公司准备建造新楼。1932年，购得天蟾舞台旧址，建造新永安大楼。

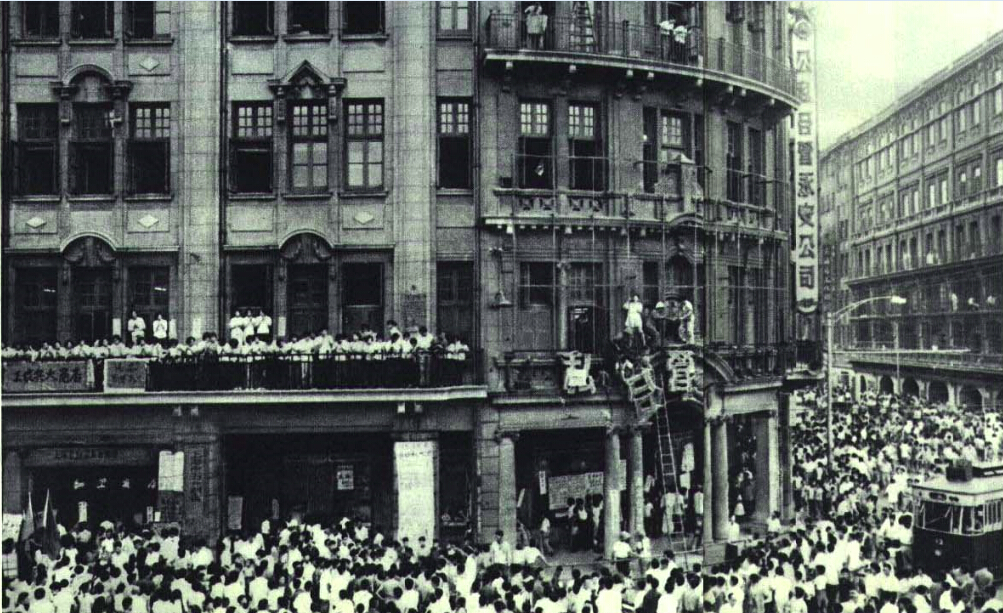
1966年，永安公司招牌被砸掉。

1946年，永安公司与哈同洋行的30年租约到期，利用哈同和罗迦陵相继去世，子女大打遗产案的契机。永安公司出资112.5万美元购入地皮产权。
1956年1月永安公司被公私合营。1966年更名为“国营东方红百货商店”，1969年再次更名为“上海市第十百货商店”，于1988年定名上海华联商厦。永安新厦则改为“华侨商店”，在中国大陆开放外汇兑换之前是上海少数可以用外汇券购买配给之外的物资的商店。2005年4月，华联商厦重新起用旧称“永安百货有限公司”，大樓同時恢復舊稱“永安百貨”，恢复了原永安公司時期的欧陆建筑风格，但已为国有企业百联集团下属子公司，与原本的香港永安没有任何关系。上海的新国有永安百货英文用漢語拼音，而非永安公司一直沿用的粵式郵政式拼音，與很多被公私合營後的國有企業的做法相同。

## 建筑
永安公司大楼高六层，局部为七层。公和洋行按折衷主义风格设计了该楼，建筑占地5681.5平方米，建筑面积30992.3平方米。大楼平面总体为长方形，东北角正门处为弧形。大楼的造型采用古典主义，楼高六层，局部七层。沿南京路设有十座大玻璃橱窗和三座爱奥尼克柱式的大门，向东沿浙江中路、向西沿金华路共有侧门五道。二层以上均有出挑的铸铁栏杆的长廊和阳台。建筑外墙均用水磨石敷面，楼顶有两层高的塔楼名为倚云阁。
1987年后，业主一度在正门上方安装了30米高的反光玻璃幕墙，上嵌华联商厦。1989年入选上海市文物保护单位。2005年，永安百货复名时对大楼进行了整体修缮，将1987年的玻璃幕墙一并拆除，原被后移的底层橱窗恢复原样，同时外部铸铁栏杆、阳台、窗花等式样也一并修复。顶层的屋顶花园也得到了恢复。